# Viquipèdia en extremeny
La Güiquipedia, abans Güiquipeya o Viquipèdia en extremeny és la versió de Viquipèdia escrita en extremeny. El projecte va tenir origen el 24 de gener de 2007, encara que no va ser fins al 28 de maig de 2008 que va donar lloc la seva nova adreça URL definitiva. Amb més de 3.400 entrades, es posiciona en el lloc 223è de la llista de Viquipèdies segons el nombre d'articles.

## Controvèrsia
Diferents mitjans han criticat la versió extremenya de la Viquipèdia. Es qüestiona que l'extremeny no és realment un idioma, sinó que és un dialecte de l'asturlleonès i del castellà, i que no té una normativa ortogràfica definida. També ha estat fruit de polèmica el fet que la pàgina només tingui entre un i cinc contribuïdors actius en la passada dècada, tres dels quals romanen els mateixos que van iniciar el projecte.